# Piedad Larrea Borja

Escudo de armas del Ducado de Gandía de los Borja o Borgia

Piedad Larrea Borja (Quito, 21 de diciembre de 1912 – Ibidem, junio de 2001) fue una escritora, poetisa, filóloga y catedrática ecuatoriana. Miembro de Número de la Academia Ecuatoriana de la Lengua, de la que fue la primera mujer en integrarla y su secretaria perpetua.

## Biografía
Hija de Alberto Larrea Chiriboga y Judith Borja Larrea, descendiente directa de Juan de Borja y Enríquez de Luna, III duque de Gandía y Juana de Aragón y Gurrea; el primero, nieto del Papa Alejandro VI (Rodrigo de Borja); la segunda, nieta del rey Fernando II de Aragón, descendiente de los reyes de Navarra y la corona de Aragón.
Sus estudios primarios y secundarios los efectuó en su hogar; posteriormente estudió en la Universidad Central del Ecuador, de la que llegaría a ser catedrática de la Facultad de Medicina, y en la Universidad de Salamanca, donde se especializó en Filología Hispánica.
Murió en Quito, en junio del 2001.

## Trayectoria
Integró varias instituciones de orden académico y cultural, entre ellas: Academia Ecuatoriana de la Lengua, Casa de la Cultura Ecuatoriana, Club América, Ateneo Ecuatoriano, Club Femenino de Cultura.
Fue diputada por la provincia de Pichincha, en 1960.
Fue columnista del diario El Día e intervino como jurado del concurso poético Ismael Pérez Pazmiño del diario El Universo.
Además de catedrática de la Facultad de Medicina de la Universidad Central del Ecuador también lo fue en el liceo Fernández Madrid, colegio María Eufrasia y pensionado Miguel de Santiago.
En 1994 fue galardonada con la condecoración premio "Manuela Espejo" del Municipio de Quito.

## Principales obras
- Biografía de la mujer en el Ecuador: Romanticismo y siglo XX. El espectador, n° 1. Quito, 12 de diciembre de 1943.
- Italia sin máscara. Conferencia sustentada en el Ateneo ecuatoriano el 13 de abril de 1942. Ediciones de la librería y papelería Ariel. Quito, 1942 - 59 p.
- Ensayos. Editorial "Fray Jodoco Ricke, 1946 - 154 p.
- Nombres eternos: senderos. Editorial Casa de la Cultura Ecuatoriana. Quito, 1954 - 258 p.
- Abenhazam en la literatura arábigoespañola. Editorial Casa de la Cultura Ecuatoriana. Quito, 1960 - 78 p.
- Juglaresca en España.  Editorial Casa de la Cultura Ecuatoriana. Quito, 1965 - 75 p.
- Habla femenina quiteña. Editorial Casa de la Cultura Ecuatoriana. Quito, 1968 – 70 p.
- Dolor de ser buena: poesía. Editorial Casa de la Cultura Ecuatoriana. Quito, 1978 - 184 p.
- Castellano y lexicografía médica ecuatoriana. Universidad Central. Facultad de Ciencias Médicas. Quito, 1986 - 513 p.
- «Algunos quijotismos en el habla ecuatoriana», en Memorias de la Academia Ecuatoriana de la Lengua, núms. 56-57, Quito, 1987-1988, págs. 61- 69.
- Oníricos y cuentostorias. Editorial Casa de la Cultura Ecuatoriana, 1990 - 119 p.
- Refranes y decires de la Llacta Mama. León. Quito, 1996 - 95 p.